# Evaluación de competencias digitales
La evaluación de competencias digitales es el conjunto de conocimientos, mecanismos, métodos y procedimientos que persiguen medir, comparar y realizar propuestas de mejora alrededor de la adquisición de competencias y habilidades digitales. Al ser parte integral de la educación y el desarrollo de competencias, se vale de las consideraciones y lineamientos, avances y reflexiones educativas, con el propósito de identificar áreas de mejora continua y brindar elementos de competencias en TIC para docentes que se apliquen en las aulas, en respuesta a las necesidades, expectativas y particularidades de los estudiantes.

## Importancia de las competencias digitales
El afianzamiento de las competencias digitales en la enseñanza superior, según lo manifestado por Mezarina et. al (2015), debe estar sujeto a la observancia de la sociedad con la finalidad de asegurar el nivel de calificación de las cualidades y competencias digitales que demanda la sociedad en un entorno y tiempo dado. Sicilia et. al (2018) asumen una postura en torno a las habilidades digitales al asumirlas como facilitadores esenciales cuyo rango de acción se requiere en labores que precisen del desarrollo e implementación de herramientas digitales según los requerimientos del entorno en el cual son solícitos. Además, hay que mencionar que no hay una uniformidad en relación con la implementación de las competencias digitales, ni siquiera en la comunidad europea, ya que el trabajo realizado por Álvarez, Núñez y Rodríguez (2017) discute y pone en evidencia que hay una distancia asincrónica en relación con tal aspecto en relación con universitarios hallando que existe una patente carencia de habilidades digitales que les ha restringido la interactividad a nivel digital, por lo que han perdido oportunidades de desarrollo; así como también una sensible debilidad en el uso y aprovechamiento de los recursos digitales  y tecnologías similares que les hubiese permitido gestar nuevos conocimientos más acordes con el momento y con ello restringir la creatividad e innovación lo que traducido en el contexto actual trascendería como que al no desarrollar competencias digitales ha repercutido en su nivel de impacto en la economía digital y por ende en su nivel de empleabilidad, por lo que “los jóvenes no explotan al máximo las posibilidades que les brindan las nuevas tecnologías”. (Álvarez, Núñez & Rodríguez, 2017, p. 554). 

## Evaluación educativa y desarrollo de habilidades digitales
En la década de los años 1990, con el replanteamiento de la función de la educación, el desarrollo de Competencias para el siglo XXI y las competencias para la vida de la UNESCO, en todos los niveles, desde lo regional hasta los ministerios y secretarías de Estado, han crecido el interés porque la educación, entrenamiento y capacitación, formal e informal, tengan una repercusión integral en la vida de las personas.
Dado que las competencias que requiere el individuo en esta sociedad de la información desarrolle habilidades digitales, pero como cualquier término nuevo, puede entenderse de diferentes maneras, autores como Escamilla la definen como: «el conjunto de habilidades y destrezas relacionadas con la búsqueda, selección, comprensión, análisis, síntesis, valoración, procesamiento y comunicación de información en diferentes lenguajes (verbal, numérico, icónico, visual, gráfico y sonoro), que integra conocimientos, procedimientos y actitudes».

## Medición de la adquisición de competencias digitales
El desarrollo de competencias y habilidades digitales se relaciona con el pensamiento crítico y creativo; del lado tecnológico, precisa un adecuado manejo de las Tecnologías de la Información y Comunicación, que le sea natural navegar entre los recursos y posibilidades que busque, recupere e identifique y así concentrarse en la valoración de la información, su pertinencia con su intención de búsqueda, sus observaciones y su análisis, así como su enriquecimiento de redes de colaboración y pensamiento creativo. La competencia digital es aquella que implica el uso creativo, crítico y seguro de las TIC para alcanzar los objetivos relacionados con el trabajo, la empleabilidad, el aprendizaje, el uso del tiempo libre, la inclusión y participación en la sociedad. Esta competencia supone, además de la adecuación a los cambios que introducen las nuevas tecnologías en la alfabetización, la lectura y la escritura, un conjunto nuevo de conocimientos, habilidades y actitudes necesarias hoy en día para ser competente en un entorno digital. (Ministerio de Educación, Cultura y Deporte, España, 2015)
Por lo tanto, es necesario proporcionar herramientas para desarrollar tanto capacidades técnicas (navegar en bases de datos generales y especializadas, en Internet, etc.) como la comunicación y colaboración mediada por TIC (uso de correo, foros, redes sociales, plataformas de colaboración, etc.) encaminados a fomentar la creatividad, la solución de problemas, el trabajo colaborativo, y de allí, generar una cultura de aprendizaje permanente, autodidacta y autogestionado. Para lograrlo, es necesario considerar los tres saberes que comprendde una competencia: conceptuales, actitudinales y procedimentales. Área y Borges lo postulan de la siguiente manera:
- La producción del conocimiento en las diferentes disciplinas científicas está creciendo de manera acelerada, por lo que el individuo ya no solo requiere tener el conocimiento conceptual, sino buscar las herramientas más adecuadas para actualizarlo.

- Existen diferentes fuentes que permiten almacenar, organizar y difundir la información, en bibliotecas digitales, bases de datos, portales web, publicaciones electrónicas, redes sociales.

- Las teorías pedagógicas afirman que el conocimiento lo construye cada estudiante, y su proceso es único, a partir de su propio proceso, ritmo y experiencias previas.

- La manera en que el ser humano se expresa a través del uso de las tecnologías de la información y la comunicación ha cambiado considerablemente, se han incorporado nuevos lenguajes que es importante conocer y actualizar.

Para el estudiante virtual, consecuentemente, el aprendizaje de calidad puede tener lugar en cualquier entorno, cuando relaciona su vida real con lo que aprende, maneja de forma adecuada la incertidumbre de los Ambientes Virtuales de Aprendizaje, organiza su tiempo de tal forma que puede combinar sus actividades personales, laborales y académicas, además de que construye su conocimiento a partir de los materiales de estudio.

## Fases de la evaluación
Con base en el enfoque por competencias, la evaluación en la formación se relaciona en un continuo de aprendizaje, evolucionando y modificándose según el grado de aprendizaje de una competencia.
- Fase de delimitación y elaboración. Al principio las estrategias de evaluación suelen ser informales, van desarrollándose según la competencia que se pretende desarrollar; se centran generalmente en los componentes, recursos, resultados y estrategias de aprendizaje. La integración en eta fase busca activar los conocimientos anteriores y la elaboración de nuevos aprendizajes que faciliten la adquisición de competencias y su aplicación directa.
- Fase de integración. Ayuda a los estudiantes a identificar sus fortalezas y áreas de oportunidad respecto de las estrategias cognitivas y metacognitivas que emplean en cada situación. El trabajo debe centrarse en la integración de componentes y competencias más apropiadas, para así evaluarse de manera global bajo criterios adecuados y midiendo el grado de desarrollo alcanzado en el proceso como un todo.

## Consideraciones en el proceso de la evaluación
Dado lo amplio de su acción, los actores involucrados y los enfoques que puede abordar, de manera general hay cuatro ideas a tener en cuenta respecto a las actividades en evaluación de habilidades digitales, su realización y como repercuten en los alumnos y/o a quien vayan dirigidas:
- La teoría deja de leerse, de faltar alguna actividad de reflexión, reforzamiento o consolidación, como una prueba rápida, un foro o una nota.
- Cuando las actividades carecen de una evaluación clara, o cuando su resultado es discordante con la nota final del el alumno, pierde el interés para la gran mayoría.
- La evaluación de las actividades tienen más efecto si es de forma inmediata o en un periodo muy breve a su terminación. Pierden efecto si tales notas o comentarios aparecen al pasar el tiempo.
- Hacer las actividades a destiempo, incompletas, equivocadas, omitirlas o realizarlas fuera de los lineamientos de evaluación debe penalizarse de cierta manera en la nota.

## Indicadores
Es menester elaborar instrumentos de evaluación que den cuenta del desarrollo del evento de formación, que haga referencia tanto a los recursos como a las competencias empleadas. Tales indicadores permiten considerar el conjunto del contexto y el evento de formación y evaluación, pues se entiende a evaluación y formación como actividades ligadas, nunca diferentes, en íntima relación con el objetivo de guiar la progresión del aprendizaje.
En la evaluación se considera la perspectiva de la combinación de evaluación y formación. Las etapas de desarrollo de las competencias diseñadas para la formación, se guiarán los momentos de evaluación de los aprendizajes siguiendo parámetros caracterizados por:
- Describen los resultados de aprendizaje y de evaluación
- Guían la elección de instrumentos de evaluación
- Permiten la interpretación de las pruebas recogidas
- Validan el juicio profesional de los evaluadores
- Contribuyen a la consistencia entre jueces
- Orientan la autoevaluación y la autorregulación

Estos indicadores cualitativos, divididos en progresivos y terminales, buscan criterios que permiten llevar a cabo una evaluación válida y confiable, a partir de la realización de tareas o situaciones que presenten una oportunidades o problema, cuyo punto crítico está en el tipo de recursos internos y externos que el estudiante tiene que movilizar y combinar para responder de forma autónoma y en el uso de instrumentos de evaluación que ayuden a la interpretación del progreso y desarrollo de las competencias de cada alumno. Generalmente se encuentran en rúbricas o instrumentos de interpretación de resultados que permitan la evaluación del progreso y la orientación al aprendizaje y consenso necesario en producciones complejas entre los evaluadores.